# Johan Van Overtveldt
Johan Van Overtveldt (ur. 24 sierpnia 1955 w Hove) – belgijski i flamandzki dziennikarz, ekonomista, a także polityk, redaktor naczelny tygodnika ekonomicznego „Trends”, poseł do Parlamentu Europejskiego VIII, IX i X kadencji, od 2014 do 2018 minister finansów.

## Życiorys
Ukończył studia ekonomiczne w Antwerpii na UFSIA, dyplom MBA uzyskał na KU Leuven. W 1978 dołączył do działu ekonomicznego czasopisma „Trends”. W 1982 przeszedł do pracy w sektorze prywatnym, zajmując różne stanowiska w Bank Brussel Lambert, a następnie w przedsiębiorstwach Shoeconfex, BTR i VCR. W 1992 powrócił do tygodnika, w którym do 1999 był m.in. współredaktorem, a także głównym ekonomistą magazynu. Później zatrudniony w organizacji pracodawców chrześcijańskich (VKW), w tym jako dyrektor think-tanku i dyrektor generalny. W 2010 po raz trzeci związał się z „Trends”, obejmując stanowisko redaktora naczelnego. Kierował również redakcją periodyku „Knack”.
W 2013 zaangażował się w działalność polityczną, przystępując do Nowego Sojuszu Flamandzkiego. W maju 2014 z listy tego ugrupowania uzyskał mandat eurodeputowanego VIII kadencji. W październiku 2014 objął urząd ministra finansów w rządzie federalnym, na czele którego stanął Charles Michel. Zakończył urzędowanie w grudniu 2018, gdy jego partia opuściła koalicję rządową. W maju 2019 został wybrany do Parlamentu Europejskiego IX kadencji. Dołączył (podobnie jak w poprzedniej kadencji) do frakcji Europejskich Konserwatystów i Reformatorów. Został przewodniczącym Komisji Budżetowej. Z powodzeniem ubiegał się o reelekcję w wyborach europejskich w 2024.